# Сэвил, Джимми
Сэр Джеймс Уи́лсон Ви́нсент (Джи́мми) Сэ́вил (англ. James Wilson Vincent "Jimmy" Savile, 31 октября 1926[…], Burley, Уэст-Йоркшир — 29 октября 2011[…], Раундхэй, Йоркшир и Хамбер) — британский диджей, телеведущий, благотворитель и педофил. Вёл программу для детей Jim'll Fix It на «Би-би-си», а также был ведущим музыкального чарта Top of the Pops. Привлек через разные мероприятия около 40 млн фунтов стерлингов на благотворительность. За свою деятельность в 1990 году был удостоен рыцарского звания.
Сэвил был младшим из 7 детей Винсента Джозефа Мэри Сэвила (Vincent Joseph Marie Savile) и его супруги Агнес Моники (Agnes Monica).
Во время Второй мировой войны Сэвил работал на угольных шахтах Западного Йоркшира. Примерно в то же время — в начале 1940-х — Сэвил впервые попробовал себя в качестве диджея. Работать на радио Сэвил начал в 1958 году — он устроился диджеем на «Радио Люксембург». В 1968 году пришёл работать на «Би-би-си» (BBC Radio) и проработал там 19 лет.
Джеймс Сэвил был полупрофессиональным спортсменом — так, он участвовал в велосипедном турнире «Тур Британии», принимал участие в марафонах и профессионально занимался борьбой.
После смерти Сэвила разразился скандал, связанный с открывшимися множественными случаями сексуального насилия и домогательств с его стороны, в том числе в отношении несовершеннолетних.
В опубликованном Скотленд-Ярдом докладе об итогах расследования говорится о 214 сексуальных преступлениях, из них 34 изнасилования. На данный момент речь идёт уже о 168 заявленных жертвах сэра Сэвила из общего числа в 450 предполагаемых. Жертвами Сэвила становились в основном не имеющие защиты дети: пациенты больниц для бедных, обитатели приютов, тюрем для несовершеннолетних, ученики церковных школ. Администрация этих заведений не верила в жалобы своих воспитанников и пациентов, так как Сэвил был знаменитой и «заслуженной» персоной в Великобритании. В случае же, если полиция всё-таки получала информацию о действиях Сэвила (первая жалоба на Сэвила поступила в 1955 году; последняя – в 2009 году), она заминала дела. Со случаями педофилии Сэвила связывают имя премьер-министра Великобритании Эдварда Хита.
После обнародования фактов педофилии родственники Сэвила приняли решение убрать надгробный камень – 6 футов шириной и 4 футов высотой – на его могиле на кладбище в Скарборо в Северном Йоркшире.